# 圣乔治级装甲巡洋舰
圣乔治级装甲巡洋舰（義大利語：Classe San Giorgio）包括意大利皇家海军在20世纪的第一个十年建造的两艘装甲巡洋舰。其中的第二艘——“圣马可”号，被用于评估最新在大型船之上引进的蒸汽涡轮机，并结合了许多其他技术进步。1911年至1912年，本级舰只参加了意土战争。然而首舰“圣乔治”号在战争的大部分时间里都处于维修状态。“圣马可”号参与了以舰炮火力支援进攻利比亚的地面部队，并协助意大利军队占领多德卡尼斯群岛部分岛屿。在第一次世界大战期间，这些舰艇的活动受到奥匈帝国潜艇的威胁，然而两舰仍然在1918年参加炮击阿尔巴尼亚的杜拉佐。
战后，“圣乔治”号在远东和意属索马里兰呆了几年，并在1931年成为一艘训练船。在1936年短暂的部署到西班牙之后，该舰被改造以更好地发挥训练船的作用。1940年5月意大利向英国宣战后，该舰被派往图卜鲁克加强港口防御，其舰载防空武器也随之得到强化。1941年初，盟军准备攻占港口时，“圣乔治”号被凿沉。沉船在1952年被打捞上来，但在被拖曳的途中再次沉没。“圣马可”号在20世纪30年代早期被改造成一艘靶舰，并在战争结束时被发现已经沉没。该舰残骸最终在1949年被废弃。

## 设计

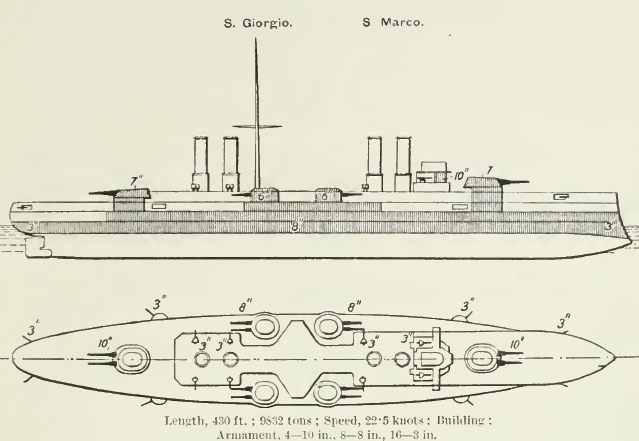
1912年布拉西海军年鉴中的舰体右立面以及俯视平面图

圣乔治级的设计建造几乎紧随前面的比萨级巡洋舰，是后者的改进版。为了提高适航性，圣乔治级扩建了艏楼，在炮塔装甲得到了加强的同时提高了舰上的适居性，重新分配了推进装置的设计。“圣乔治”号保留了传统的垂直三重膨胀蒸汽机。而为了与其形成对比，“圣马可”号成为了第一个在大型船只上安装蒸汽涡轮机的意大利船。“圣马可”号也是一艘非常创新的船，是所有当世海军舰艇中第一艘拥有四个螺旋桨轴、第一艘拥有陀螺罗盘，第一艘拥有防滚水柜以及第一艘完全不使用木材的涡轮动力舰只。
圣乔治级船只的垂间长度为131.04（429英尺11英寸），总长度为140.89（462英尺3英寸），舷宽21.03（69英尺0英寸），吃水深7.35—7.76（24英尺1英寸—25英尺6英寸）。本级两舰在正常负荷时排水量为10,167—10,969公噸（10,006—10,796長噸），满载时排水量为11,300—11,900公噸（11,100—11,700長噸）。通常舰上配备有32名军官以及666至673名水手。

### 推进器
与比萨级相比，本级舰只的推进系统安装有所改变。其中引擎被安装在船中部，在引擎前后侧安装了14台混合燃烧式水管锅炉。这些锅炉排出的废气被汇集到相距很远的两组烟囱中。设计案的最高速度为23節（43每小時；26英里每小時），但两舰被配备了不同类型的推进方案进行评估。
“圣乔治”号装备有两轴，两台19,500匹指示馬力（14,500千瓦特）立式三胀蒸汽引擎（VTE蒸汽轮机）以及与比萨级略有不同的布莱钦登锅炉。相比之下，“圣马可”号装有四轴，每一具都由许可建造的帕森斯式蒸汽轮机驱动，这在意大利皇家海军中尚属首例。涡轮机采用分联箱横水管锅炉提供的蒸汽，工作压力为210磅力每平方英寸（1,448千帕斯卡；15千克力每平方），达到设计输出23,000匹軸馬力（17,000千瓦特）。
两舰实际都超过了设计时速，在海试中，“圣乔治”号达到了23.2節（43.0每小時；26.7英里每小時），“圣马可”号达到了23.75節（43.99每小時；27.33英里每小時）。
事实证明，“圣马可”号的涡轮机在使用中的经济性明显要差得多。其在10節（19每小時；12英里每小時）航速下的续航里程为4,800海里（8,900；5,500英里），在21.25節（39.36每小時；24.45英里每小時）航速下仅为2,480海里（4,590；2,850英里）。而“圣乔治”号的VTE蒸汽轮机在10節（19每小時；12英里每小時）航速下续航里程为6,270海里（11,610；7,220英里），21.25節（39.36每小時；24.45英里每小時）航速下可达到2,640海里（4,890；3,040英里）。

### 武装
圣乔治级巡洋舰的主要武器由4门电力驱动254/45 A型1907年式双联炮塔组成，分别位于上层建筑的前后部。每座炮塔的射击角度都可以达到260°。这款254（10.0英寸）舰炮可发射204.1—226.8（450—500英磅）穿甲弹，炮口初速为初速为870每秒（2,850英尺每秒）。在最高射角25°时，舰炮的射程约为25,000（27,000碼）。
本级舰只另配备8门190/45型1908年式加农炮，分别安装在四座电动双联炮塔中。这四座炮塔被安装在舰体中部两侧，射击角度可以达到160°。这些阿姆斯特朗-惠特沃斯制190（7.5英寸）炮可以发射90.9（200英磅）穿甲炮弹，射程为864—892每秒（2,835—2,927英尺每秒）。在最高射角+25°时，这几门副炮的射程约为22,000（24,000碼）。
为了防御鱼雷艇，圣乔治级安装了18门76毫米(3.0英寸)40倍径速射炮。其中8门安装在舰体两侧的炮眼里，其余的安装在上层建筑里。此外还配备了一组47（1.9英寸）40倍径速射炮以及3具450（17.7英寸）水下鱼雷发射管。在第一次世界大战期间，8门76毫米炮中的6门被换装为76毫米高射炮，另有1具鱼雷管被移除。

### 防护
本级舰只都由舰中部厚度为200（7.9英寸）的装甲带保护，船头和船尾减少到80（3.1英寸）。水线装甲带高2.2米（7英尺3英寸），其中1.5米（4英尺11英寸）低于吃水线。装甲甲板厚度为50（2.0英寸），指挥塔装甲厚254（10.0英寸）。254毫米炮塔由200（7.9英寸）厚的装甲保护，而190毫米炮塔的装甲厚160（6.3英寸）。

## 舰只
| 舰名                      | 建造者       | 开建         | 下水           | 完工         | 结局                                                    |
| ------------------------- | ------------ | ------------ | -------------- | ------------ | ------------------------------------------------------- |
| “圣乔治”号  | 斯塔比亚海堡 | 1905年7月4日 | 1908年7月27日  | 1910年7月1日 | 1941年1月22日沉没，1952年被打捞上来，但在拖行中再次沉没 |
| “圣马可”号  | 斯塔比亚海堡 | 1907年1月2日 | 1908年12月20日 | 1911年2月7日 | 1945年沉没，1949年废弃拆解                              |

## 服役生涯

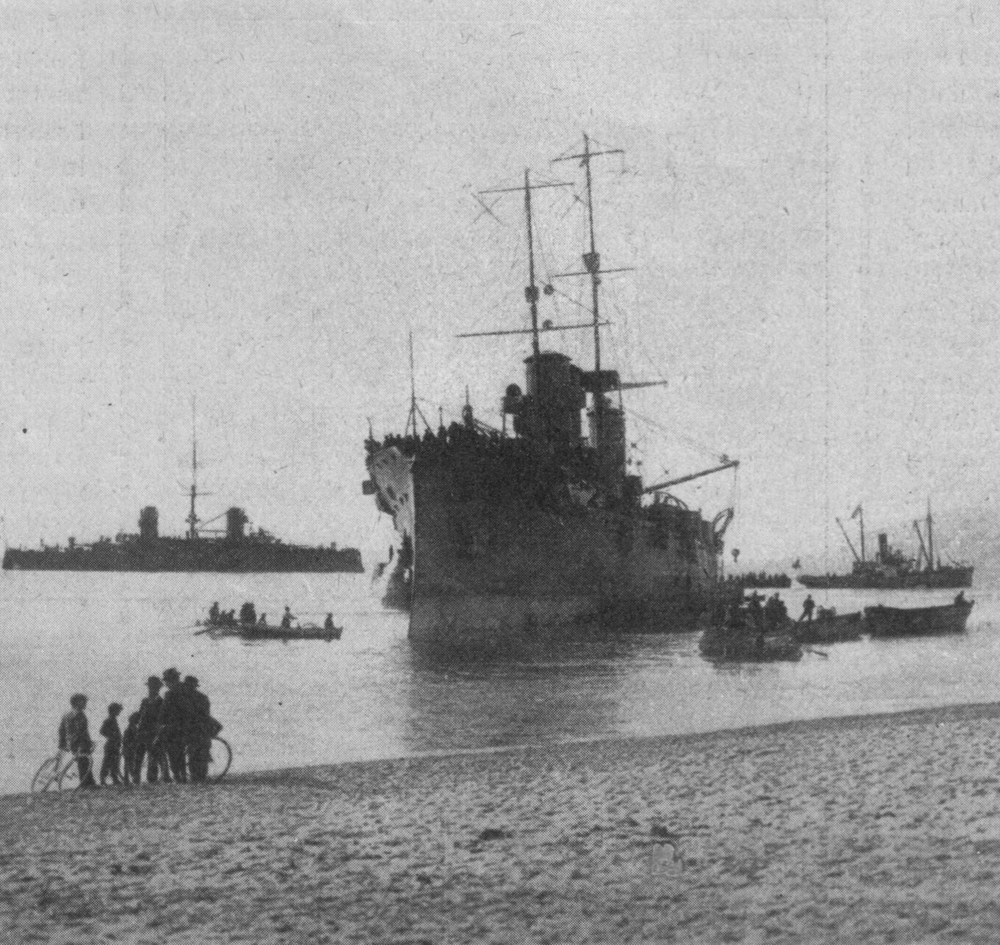
“圣乔治”号1913年搁浅中

1911年8月，“圣乔治”号在那不勒斯-波西利波附近搁浅，因受损严重而一直维修到1912年6月，由此错过了意土战争。“圣马可”号在对利比亚战争期间支援占领班加西和德尔纳，并炮击了守卫达达尼尔海峡入口的防御工事。该舰还在1912年5月炮火支援占领罗得岛的地面部队。1913年2月，“圣乔治”号巡视了爱琴海地区，并于次月访问了塞萨洛尼基。同年11月21日，该舰再次搁浅在墨西拿海峡，但这次只受了轻伤。
在第一次世界大战期间，意大利加入战争后不久，旗下装甲巡洋舰“朱塞佩·加里波蒂”号和“阿马尔菲”号就在1915年5月被潜艇击沉。其他巡洋舰虽然在1918年末参加了对阿尔巴尼亚杜拉佐的炮击支援，但活动还是受到潜艇攻击威胁的限制。
战后，“圣乔治”号被派往远东地区，而“圣马可”号在1923年的科孚事件中负责支援。“圣乔治”号在“圣马可”号的护送下，于1924年7月至9月将皇储翁贝托送往南美洲。之后在1925年至1926年间，两舰支援了意军在意属索马里兰的行动。1931年至1935年，两舰都解除武装并改装成无线电控制的靶舰。舰上的旧锅炉被四座燃油锅炉取代，最高时速降至18節（33每小時；21英里每小時）。1943年9月9日德国占领拉斯佩齐亚时，该舰被德军俘获。战争结束时，“圣马可”号被发现半沉在港口里，最后在1949年被拆毁。
从1930年到1935年，“圣乔治”号作为训练船驻扎在普拉，并在1936年西班牙内战开始后被派往西班牙，以保护意大利在那的利益。1937年到1938年，该舰被改造成为拉斯佩齐亚海军基地海军学员的专用训练船。此时，该舰有6台锅炉被拆除，剩下的8台被改造为燃油锅炉，这使其速度降低到16—17節（30—31每小時；18—20英里每小時）。舰上原本的76/40倍径副炮被100（4英寸）/47倍径舰炮所替换，并排放置在四座双联炮塔中。在鱼雷发射管被移除的同时该舰也被增强了对空武装。

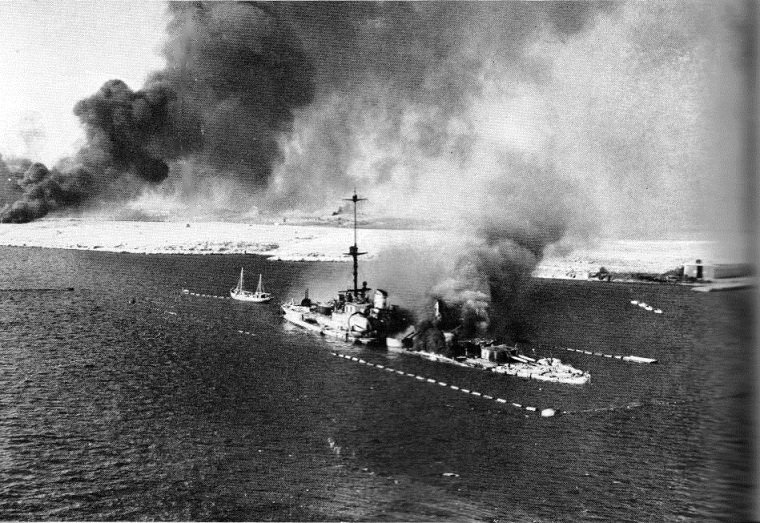
“圣乔治”号被凿沉后起火的鸟瞰图

1940年5月初，在“圣乔治”号被派去加强图卜鲁克的防御之前，该舰前甲板上加装了第五座100/47炮塔，此外还增加了五座13.2毫米（0.52英寸）机关枪支架，以更好地适应其作为浮动炮台的新身份。同年6月10日，意大利向英国宣战两天后，英国轻巡洋舰“格洛斯特”号和“南安普敦”号炮击了图卜鲁克港，但“圣乔治”号在炮击中没有被命中。6月19日，一艘英国潜艇向“圣乔治”号发射了两枚鱼雷，但这两枚鱼雷在命中目标前就爆炸了。该舰多次以舰炮攻击来袭图卜鲁克的盟军飞机，并摧毁了多架战机。1941年1月22日，为了防止在图卜鲁克战役中被俘，该舰在浅水中被凿沉。“圣乔治”号因其在图卜鲁克的表现而获得金质勇气勋章。该舰的残骸在1952年被打捞起，但在被拖曳往意大利的途中再次沉没。

## 脚注

### 引文
1. 1 2  日本海人社出版 2014，第56頁
2. ↑  日本海人社出版 2014，第52頁
3. ↑  Gardiner & Gray，第252, 261頁
4. 1 2  Fraccaroli，第33頁
5. 1 2 3  Silverstone，第290頁
6. ↑  《船舶名词术语》编订组 1979，第202頁.
7. 1 2 3 4 5  Attilio，第477頁
8. 1 2 3 4 5 6 7 8 9 10 11  Gardiner & Gray，第261頁
9. 1 2  Campbell, p. 324; Friedman, pp. 68, 238
10. 1 2  Campbell, p. 329; Friedman, pp. 79, 239
11. 1 2  Silverstone，第305頁
12. 1 2 3 4  Gardiner & Gray，第262頁
13. ↑  . Manchester Courier and Lancashire General Advertiser. 1911-09-09: 6  [2015-02-28]. （原始内容存档于2022-03-21） –British Newspaper Archive.
14. ↑  Beehler，第30, 49, 84頁 Stephenson，第217, 262–265頁
15. 1 2  Marchese
16. ↑  日本海人社出版 2014，第48頁
17. ↑  Halpern，第148, 151, 176頁 Sondhaus，第289頁
18. 1 2 3  Sicurezza，第46頁
19. ↑  . Yorkshire Post and Leeds Intelligencer. 1923-09-22: 9  [2015-03-01]. （原始内容存档于2022-03-21） –British Newspaper Archive.
20. ↑  . Gloucestershire Echo. 1923-10-01: 2  [2015-03-01]. （原始内容存档于2022-03-21） –British Newspaper Archive.
21. ↑  . The New York Times. 1924-07-02: 31.
22. ↑  . The New York Times. 1924-09-20: 22.
23. ↑  日本海人社出版 2014，第58頁
24. 1 2 3 4  Brescia，第104頁
25. ↑  Rohwer，第28頁
26. ↑  . uboat.net. 2006-10-05  [2015-03-02]. （原始内容存档于2006-10-05） （英语）.
27. ↑  San Giorgio